# Edwardsiana gratiosa
Edwardsiana gratiosa är en insektsart som först beskrevs av Karl Henrik Boheman 1852.  Edwardsiana gratiosa ingår i släktet Edwardsiana och familjen dvärgstritar. Enligt den finländska rödlistan är arten sårbar i Finland. Arten är reproducerande i Sverige. Artens livsmiljö är friska och lundartade moar. Inga underarter finns listade i Catalogue of Life.